# Sol Plaatje
Sol Plaatje (perto de Boshof, 9 de outubro de 1876 - Joanesburgo, 19 de junho de 1932) foi um jornalista, escritor, tradutor e ativista negro sul-africano, um dos fundadores do Congresso Nacional Africano (CNA), considerado uma das personalidades mais importantes na história sul-africana, e o primeiro negro daquele país a publicar um romance.

## Biografia
Sol Plaatje é o nome artístico de Solomon Tshekisho Plaatje, nascido em Doornfontein, próximo a Boshof; foi educado em Pniel, às margens do rio Vaal. Foi intérprete judicial em Mafeking e, durante a Segunda Guerra dos Bôeres, foi feito prisioneiro durante o cerco àquela cidade, ocasião em que escreveu um diário retratando o período (publicado postumamente, em 1984).
Após o fim dos conflitos tornou-se editor em dois jornais: Koranta ea Becoana (Gazeta de Bechuana) e Tsala ea Becoana (O Amigo de Bechuana) - ambos em edição bilíngue, em SeTswana e inglês, que lhe deram fama entre os negros e fizeram-no seu principal porta-voz.
Com a fundação do CNA em 1912 tornou-se seu primeiro Secretário-Geral, tornando-se interlocutor da entidade e de suas reivindicações junto ao governo e lideranças brancas.
Em 16 de outubro de 1923, em Londres, teve ocasião de fazer a primeira gravação daquele que viria a ser o hino nacional da África do Sul, o "Nkosi Sikelel 'iAfrika", acompanhado por Sylvia Colenso ao piano.
Praatje morreu de pneumonia, em Joanesburgo, e foi sepultado numa grande cerimônia, em que foi homenageado por pessoas de todas as etnias como um herói, em Kimberley.

## Literatura
Ao acordar na manhã da sexta-feira, 20 de junho de 1913, o Nativo Sul-africano tornou-se, na verdade, não um escravo, mas um pária na terra de seu nascimento— Plaatje, primeira frase em "Native Life in South Africa", sobre a Lei de Terras Nativas.

Plaatje, à direita, com a delegação do CNA a Londres, em 1914.

Ao largo de suas atividades políticas Plaatje escreveu diversas obras, como "Native Life" (Vida do Nativo), publicado em 1912, mesmo ano de sua eleição como líder do CNA.
Publicou ainda uma coletânea de provérbios dos Tswanas (também em língua nativa e tradução para o inglês). Na fase final da vida dedicou-se à tradução de Shakespeare para sua língua nativa.
Seu romance "Mhudi: An Epic of South African Native Life a Hundred Years Ago" (Mhudi: Um Épico da Vida Nativa Sul-Africana de Há Cem Anos, em livre tradução) foi o primeiro escrito em inglês por um negro do país, e foi publicado cerca de dez anos após escrito, em 1930.

## Homenagens
Sua casa de morada, que foi um presente da comunidade negra em 1929, é hoje considerado um monumento nacional e está preservada, em meio a edifícios do centro comercial de Joanesburgo.
Em 2013 o presidente Jacob Zuma anunciou a inauguração, no ano seguinte, da Universidade Sol Plaatje, na sua província natal de Cabo Norte.